# Estación de Lugo de Llanera
Lugo de Llanera (La Estación/Lugo de Llanera según la nomenclatura de Renfe) es una estación de ferrocarril situada en el municipio español de Llanera, en el Principado de Asturias. Forma parte de la línea C-1 y C-3 de Cercanías Asturias. Cumple también funciones logísticas, para lo cual dispone de una amplia playa de vías para maniobras de clasificación.

## Situación ferroviaria
La estación, que se encuentra a 170,6 metros de altitud, forma parte de los trazados de las siguientes líneas férreas:
- Línea férrea de ancho ibérico Venta de Baños-Gijón, punto kilométrico 149,216.[4]
- Línea férrea de ancho ibérico Tudela Veguín-Lugo Llanera, punto kilométrico 13,896.[4]

Esta última línea parte de la estación de Tudela-Veguín (Oviedo) y está operativa únicamente para servicios de mercancías. Es una línea electrificada de vía única que sirve para evitar el paso de los trenes por la ciudad de Oviedo. Este trazado se deriva al sur de la estación desde la vía general par de Venta de Baños-Gijón, existiendo un escape a izquierdas entre estación y derivación. En esta línea de mercancías se sitúa la desviación de acceso por el norte al cercano taller de Renfe Fabricación y Mantenimiento. El acceso sur al taller se realiza desde la línea Venta de Baños-Gijón.

## Historia
La estación fue abierta al tráfico, como apeadero, el 23 de julio de 1874 con la puesta en marcha del tramo Pola de Lena-Gijón de la línea que posteriormente uniría León con Gijón. La construcción del tramo fue obra de la Compañía de Ferrocarril del Noroeste de España aunque la línea fue completada por la Compañía de los Ferrocarriles de Asturias, Galicia y León creada para continuar con las obras tras la quiebra de la Noroeste. Sin embargo su situación financiera no fue mucho mejor que la de su antecesora y en 1885 acabó siendo absorbida por Norte. En 1916, Norte convirtió el apartadero de Lugo de Llanera en estación, junto con la de El Caleyo, en la misma línea.
Con motivo de la electrificación de la rampa de Pajares y dentro del objetivo de aumentar la capacidad de transporte de la línea, Norte convirtió Lugo de Llanera en estación de clasificación para el tráfico de carbones, principalmente. La estación de clasificación, de pequeño tamaño, contaba con dos vías de recepción y formación de trenes y cuatro vías de clasificación. Con todo ello clasificaba 700 vagones diariamente.
En 1941, la nacionalización del ferrocarril en España supuso la desaparición de la compañía del Norte y su integración en la recién creada RENFE. Desde el 31 de diciembre de 2004 Renfe Operadora explota la línea mientras que Adif es la titular de las instalaciones ferroviarias.

## Servicios ferroviarios

### Cercanías
Forma parte de las líneas C-1 y C-3 de Cercanías Asturias. En relación con la primera, la unen con Gijón y Oviedo trenes cada 30 minutos los días laborables, mientras que los sábados, domingos y festivos la frecuencia se reduce a una hora. Hacia Puente de los Fierros solo continúan una decena de trenes que se reducen a seis los fines de semana porque el resto de trenes finalizan su trayecto en esta estación.
La duración del viaje es de unos 10 minutos a Oviedo y de algo más de 20 minutos hasta Gijón en el mejor de los casos.
Respecto a la línea C-3, la frecuencia habitual de trenes es de un tren cada 30-60 minutos. El trayecto entre Lugo de Llanera y San Juan de Nieva se cubre generalmente en unos 30 minutos.
| procedencia/destino | < estación            | Línea | estación > | destino/procedencia               |
| ------------------- | --------------------- | ----- | ---------- | --------------------------------- |
| Gijón               | Villabona de Asturias |       | Lugones    | Pola de LenaPuente de los Fierros |
| San Juan de Nieva   | Villabona de Asturias |       | Lugones    | Llamaquique                       |

### Mercancías
Según la Declaración sobre la Red 2024 de Adif, la estación, en cuanto al transporte de mercancías, dispone de siete vías de apartado, las cuales tienen las siguientes características:
| Número de vía | Longitud útil | Catenaria | Tipo de cambio | Número de cambios | Tipo de vía | Ancho de vía | Tipo de apartadero  | Equipamiento                      | Uso Preferente |
| ------------- | ------------- | --------- | -------------- | ----------------- | ----------- | ------------ | ------------------- | --------------------------------- | -------------- |
| 6             | 681 m         | Sí        | Telemandado    | 2                 | Pasante     | Ibérico      | Horario restringido | - Iluminación - Pasillo entrevías | Mercancías     |
| 8             | 505 m         | Sí        | Telemandado    | 2                 | Pasante     | Ibérico      | Horario restringido | - Iluminación - Pasillo entrevías | Mercancías     |
| 10            | 521 m         | Sí        | Telemandado    | 2                 | Pasante     | Ibérico      | Horario restringido | - Iluminación - Pasillo entrevías | Mercancías     |
| 12            | 490 m         | Sí        | Telemandado    | 2                 | Pasante     | Ibérico      | Horario restringido | - Iluminación - Pasillo entrevías | Mercancías     |
| 14            | 454 m         | Sí        | Telemandado    | 2                 | Pasante     | Ibérico      | Horario restringido | - Iluminación - Pasillo entrevías | Mercancías     |
| 16            | 462 m         | No        | Telemandado    | 2                 | Pasante     | Ibérico      | Horario restringido | - Iluminación - Pasillo entrevías | Mercancías     |
| 18            | 184 m         | Sí        | Manual         | 1                 | Topera      | Ibérico      |                     | - Iluminación - Pasillo entrevías | Mercancías     |